# Acutelinopteridius mohelianus
Acutelinopteridius mohelianus là một loài bọ cánh cứng trong họ Cerambycidae.